# Кинг (остров, Тасмания)
Кинг (на английски: King Island) е остров в югоизточната част на Индийския океан, разположен в западната част на Басовия проток, на 84 km северозападно от остров Тасмания. Административно принадлежи към щата Тасмания. Площта му е 1098 km², дължината му от север на юг е 65 km, а максималната ширина 26 km. Повърхността му е равнинна (с максимална височина 213 m), изградена предимно от рохкави морски и делувиални наслаги. Зает е от сухолюбиви евкалиптови гори. Разработва се голямо находище на волфрам, добиван от минерала шеелит. През 2007 г. на острова живеят 1723 души, като най-голямото селище е град Кари, разположен на западния му бряг.
Остров Кинг е открит през 1802 г. от френския мореплавател и хидрограф Никола-Тома Боден. Година по-късно той е наименуван от изследователя на бреговете на Австралия Матю Флиндърс в чест на тогавашния (1800 – 08) губернатор на Нов Южен Уелс Филип Гидли Кинг (1758 – 1808).